# العلاقات الإسبانية الليتوانية
العلاقات الإسبانية الليتوانية هي العلاقات الثنائية التي تجمع بين إسبانيا وليتوانيا.

## مقارنة بين البلدين
هذه مقارنة عامة ومرجعية للدولتين:
| وجه المقارنة                                              | إسبانيا                                                                             | ليتوانيا                                                    |
| --------------------------------------------------------- | ----------------------------------------------------------------------------------- | ----------------------------------------------------------- |
| المساحة (كم2)                                             | 505.99 ألف                                                                          | 65.30 ألف                                                   |
| عدد السكان (نسمة)                                         | 46.73 مليون                                                                         | 2.79 مليون                                                  |
| الكثافة السكانية (ن./كم²)                                 | 92.35                                                                               | 42.73                                                       |
| العاصمة                                                   | مدريد                                                                               | فيلنيوس، كاوناس                                             |
| اللغة الرسمية                                             | اللغة الإسبانية، اللغة الغاليسية، لغة بشكنشية، اللغة الكتالونية، اللغة الأوكسيتانية | اللغة الليتوانية                                            |
| العملة                                                    | يورو، بيزيتا إسبانية                                                                | ليتاس ليتواني، يورو                                         |
| الناتج المحلي الإجمالي (بليون دولار)                      | 1.31 تريليون                                                                        | 47.17 مليار                                                 |
| الناتج المحلي الإجمالي (تعادل القوة الشرائية) بليون دولار | 1.77 تريليون                                                                        | 84.06 مليار                                                 |
| الناتج المحلي الإجمالي الاسمي للفرد دولار أمريكي          | 28.16 ألف                                                                           | 14.15 ألف                                                   |
| الناتج المحلي الإجمالي للفرد دولار أمريكي                 | 38.00 ألف                                                                           | 27.69 ألف                                                   |
| مؤشر التنمية البشرية                                      | 0.876                                                                               | 0.839                                                       |
| رمز المكالمات الدولي                                      | +34                                                                                 | +370                                                        |
| رمز الإنترنت                                              | .es                                                                                 | .lt                                                         |
| المنطقة الزمنية                                           | ت ع م+01:00، ت ع م+02:00                                                            | ت ع م+02:00، ت ع م+03:00، أوروبا/فيلنيوس ‏، توقيت شرق أوروبا |

## مدن متوأمة
في ما يلي قائمة باتفاقيات التوأمة بين مدن إسبانية وليتوانية:
- ترتبط ألتيا مع بريناي باتفاقية توأمة.

## منظمات دولية مشتركة
يشترك البلدان في عضوية مجموعة من المنظمات الدولية، منها:
| علم المنظمة | اسم المنظمة                               | تاريخ انضمام إسبانيا | تاريخ انضمام ليتوانيا |
| ----------- | ----------------------------------------- | -------------------- | --------------------- |
|             | الاتحاد الأوروبي                          | 1986                 | 1 مايو 2004           |
|             | وكالة ضمان الاستثمار متعدد الأطراف        | 29 أبريل 1988        | 8 يونيو 1993          |
|             | منظمة التعاون الاقتصادي والتنمية          | ?                    | 5 يوليو 2018          |
|             | الأمم المتحدة                             | 14 ديسمبر 1955       | 17 سبتمبر 1991        |
|             | مركز تنسيق الحركة في أوروبا ‏              | ?                    | ?                     |
|             | منظمة حظر الأسلحة الكيميائية              | ?                    | ?                     |
|             | منظمة التجارة العالمية                    | ?                    | ?                     |
|             | منظمة الشرطة الجنائية الدولية             | ?                    | ?                     |
|             | منظمة الأمن والتعاون في أوروبا            | 25 يونيو 1973        | 10 سبتمبر 1991        |
|             | مؤسسة التنمية الدولية                     | 18 أكتوبر 1960       | 23 سبتمبر 2011        |
|             | حلف شمال الأطلسي                          | 30 مايو 1982         | 29 مارس 2004          |
|             | يونسكو                                    | 30 يناير 1953        | 7 أكتوبر 1991         |
|             | مجلس أوروبا                               | ?                    | ?                     |
|             | الاتحاد البريدي العالمي                   | ?                    | ?                     |
|             | البنك الدولي للإنشاء والتعمير             | 15 سبتمبر 1958       | 6 يوليو 1992          |
|             | اتفاقية السماوات المفتوحة                 | ?                    | ?                     |
|             | الاتحاد الدولي للاتصالات                  | 1866                 | 1 يوليو 1923          |
|             | مؤسسة التمويل الدولية                     | 24 مارس 1960         | 15 يناير 1993         |
|             | المنظمة الأوروبية لسلامة الملاحة الجوية   | 1997                 | 2006                  |
|             | المركز الدولي لتسوية المنازعات الاستشارية | 17 سبتمبر 1994       | 5 أغسطس 1992          |
|             | مجموعة الموردين النوويين                  | ?                    | ?                     |

## وصلات خارجية
- موقع وزارة الخارجية الإسبانية
- موقع وزارة الخارجية الليتوانية